# 戀愛實習生
《戀愛實習生》，為泰國GMM 25與Viu於2023年3月3日起播出的電視劇。由基亞契邦·斯里桑（Force）及卡西特·普克普（Book）主演。
此劇由GMMTV製作，並在2022年11月GMMTV的「DIVERSELY YOURS」新戲發佈會上公開先導預告片。其後，此劇於2023年3月在GMM 25電視台及Viu首播，同年5月終映。

## 演員陣容
註：括號內的演員姓名為小名。

### 主要人物
- 基亞契邦·斯里桑（Force）飾演 Gungawin（Gun）
- 卡西特·普克普（Book）飾演 Saran（Cher）/（Laem）

### 其他人物
- 辛納拉·西里朋查瓦雷（Mike）飾演 Jack
- 普西特·迪塔皮西（Fluke）飾演 Thi
- 提帕功·提達坦（Ohm）飾演 Zo
- 利歐·索塞（英语：Leo Saussay）（Leo）飾演 Tubtab
- 波特瑪·漢莎（Java）飾演 Thup
- 帕茜迪·佩蘇緹（Lookjun）飾演 Thian
- 德雷克·萊德克（Drake）飾演 Time
- 提英納潘·坦維（Thor）飾演 Porsche
- Namyard Yardpirun Poolun 飾演 Oi

## 劇集原聲帶
| 歌名                   | 歌手                | 來源  |
| ---------------------- | ------------------- | ----- |
| มีเธอนี่แหละดี（My Luck）  | 卡西特·普克普       | [ 5 ] |
| แค่คนตัวเล็กๆ（Selfless） | 塔纳文·提拉珀苏卡恩 | [ 6 ] |

## 劇集迴響

### 泰國電視收視
- 收視最低的集數以藍色表示，收視最高的集數以紅色表示，而空格則表示該集的收視沒有相關數據。

| 集數 No.   | 播放日期      | 播放時段 (UTC+07:00) | 平均收視率 | 來源  |
| ---------- | ------------- | -------------------- | ---------- | ----- |
| 1          | 2023年3月3日  | 星期五 20:30         | 0.1        |       |
| 2          | 2023年3月10日 | 星期五 20:30         | 0.074      | [ 7 ] |
| 3          | 2023年3月17日 | 星期五 20:30         | 0.131      | [ 8 ] |
| 4          | 2023年3月24日 | 星期五 20:30         | 0.149      | [ 9 ] |
| 5          | 2023年3月31日 | 星期五 20:30         | 0.2        |       |
| 6          | 2023年4月7日  | 星期五 20:30         | 0.3        |       |
| 7          | 2023年4月14日 | 星期五 20:30         | 0.1        |       |
| 8          | 2023年4月21日 | 星期五 20:30         | 0.1        |       |
| 9          | 2023年4月28日 | 星期五 20:30         | 0.2        |       |
| 10         | 2023年5月5日  | 星期五 20:30         | 0.1        |       |
| 11         | 2023年5月12日 | 星期五 20:30         | 0.1        |       |
| 12         | 2023年5月19日 | 星期五 20:30         | 0.1        |       |
| 平均收視率 | 平均收視率    | 平均收視率           | 0.1        | 1     |

^1  基於每集的平均觀眾份額。

## 外部連結
- GMM25官方網站 （页面存档备份，存于）（泰文）
- GMMTV官方網站（泰文）
- YouTube上的《戀愛實習生》播放列表
- MyDramaList劇集介紹及劇評 （页面存档备份，存于）（英文）
- 豆瓣电影上《戀愛實習生》的資料 （简体中文）